# 2018年3月中國大陸

## 3月2日
- 北京网信办对外公布通知，知乎平台因管理不严，传播违法违规信息，根据相关法律法规，要求各应用商店下架知乎App七天[1]。

## 3月3日
- 中国人民政治协商会议第十三届全国委员会第一次会议在北京人民大会堂开幕[2]。

## 3月5日
- 第十三届全国人民代表大会第一次会议在北京人民大会堂开幕[3]。

## 3月7日
- 当日的女生节是关注的焦点。山东大学微博帐号发文称“三七女生节由山东大学发起，后发展于各个高校，是一个关爱女生，展示高校女生风采的节日。”网友转发微博，并指“无论是‘女生节’也好，‘女王节’也罢，都是对于三八妇女节内涵的玷污与亵渎”，引发网友热议。有评论指出，商家利用节日鼓吹女性消费，“应该警惕的是消费主义对女生节的劫持，而非女生节本身”[4]。漫威影业亦在微博发布以“女生节”为主题的宣传影片，将于次日（3月8日，国际妇女节）上映的电影《惊奇队长》的主演布丽·拉尔森在视频中表达了女生节（Girl's day）的祝福。视频发布后，引起粉丝对漫威使用“女生节”进行市场营销的不满。

- 清华大学法学院学生在校园悬挂影射宪法修正案中删除国家主席和副主席任期限制的女生节标语，被校方迅速撤下，据称校方会严惩院系负责人[5]。

## 3月8日
- 在去年8月地震中严重受损的九寨沟风景名胜区重新开放，每日限2000名游客跟团进园[6]。

## 3月10日
- 包头市火车站疑似拍摄到半透明的幽灵列车进站诡异画面，这段监视器画面掀热议，各国媒体也纷纷报导此事件。[7][8]

## 3月12日
- 全國人大內務司法委員會建議修改未成年人保護法和預防未成年人犯罪法，严厉打击校园暴力行为[9]。

## 3月13日
- 国务院机构改革方案公布，本次改革将国务院正部级机构减少8个，副部级机构减少7个。除国务院办公厅外，国务院设置组成部门26个[10]。

## 3月14日
- 汪洋在全国政协十三届一次会议上，以2,144赞成票，全票当选全国政协主席[11]。

## 3月17日
- 中共中央总书记习近平在第十三届全国人民代表大会第一次全体会议上以2970赞成票，全票再次当选国家主席和国家军委主席；中共第十八届中央政治局常委王岐山以2969赞成票，1票反对票，当选国家副主席；中共第十九届中央政治局常委栗战书以2970赞成票，全票当选全国人大常委会委员长。[12]不過香港及台灣媒體《蘋果日報》報道，有網民立即翻出2011年3月17日《人民日报》評論文章《全票当选不一定都是民意》來諷刺當局，有關文章遭到火速刪除[13][14][15][16]。

## 3月18日
- 第十三届全国人民代表大会第一次会议通过李克强为国务院总理；杨晓渡为首任国家监察委员会主任。[17]

## 3月21日
- 教育部发布《关于做好2018年普通高校招生工作的通知》，宣布全面取消体育特长生、中学生学科奥林匹克竞赛、科技类竞赛、省级优秀学生、思想政治品德有突出事迹等全国性高考加分项目[18]。
- 《深化党和国家机构改革方案》正式出炉[19]。

## 3月22日
- 中国人民银行发布公告，宣布第四套人民币除1角、5角纸币及5角、1元硬币外，2018年5月1日起停止流通[20]。

## 3月26日
- 朝鲜劳动党委员长金正恩乘坐神秘绿皮火车到访北京，与习近平总书记会谈，又与李克强、王沪宁、王岐山等领导人会面，中朝关系解冻[21]。
- 黑龙江省第十三届人大常委会第二次会议决定，接受陆昊辞去黑龙江省省长职务的请求，任命王文涛为黑龙江省副省长、代理省长[22]。

## 3月27日
- 中央气象台发布沙尘暴蓝色预警，受大风天气影响，新疆南疆盆地、内蒙古、甘肃西部、辽宁西北部、吉林西部、黑龙江西南部、河北北部、北京北部等地的部分地区有扬沙或浮尘天气，其中新疆南疆盆地、吉林西部等地局部有沙尘暴[23]。

## 3月28日
- 涉嫌受贿并接受巨额来源不明财产的山西省吕梁市原副市长张中生被判死刑[24]。
- 上午11点许，安徽省芜湖市滨江世茂商业街广场发生烧车杀人案。案发时，被害女性陈某正在前往当地派出所的途中。此前，凶手曾长期骚扰、跟踪、纠缠陈某。陈某多次救助警方无果，最终，被对方杀害[25]。

## 3月30日
- 国务委员、中华人民共和国外交部部长王毅率团出席大湄公河次区域经济合作（GMS）第六次领导人会议并对越南进行正式访问[26]。期间他与泰国[27]、柬埔寨[28]、老挝[29]、缅甸[30]领导人分别会谈，并在大会上介绍“一带一路”对湄公河流域的贡献[31][32]。在越南访问期间，他同越南共产党中央总书记阮富仲[33]、越南国家主席陈大光[34]、越南总理阮春福会见[35]，并与越南副总理兼外长（英语：Minister of Foreign Affairs (Vietnam)）范平明会谈，确定推进“一带一路”和“两廊一圈”的合作[36][37]。
- 甘肃省白银市中级人民法院公布白银市连环杀人案一审结果，主犯高承勇犯故意杀人、强奸、抢劫及侮辱尸体四项罪名，被判死刑，剥夺政治权利终身[38]。